# 葉振棠
葉振棠（英語：Johnny Yip Chun Tong；1944年2月7日—），人稱棠哥，香港男歌手，以於1980年代演唱多首香港電視劇歌曲而广为人知。

## 背景

### 早年經歷
葉振棠生於澳門，祖父輩為越南華僑。十歲时因猩紅熱发高燒，眼睛神经細胞受損，視力衰退。他就讀中文學校澳門聖約翰書院小學部及中學部（小一至中一；現已停辦），中二年級起至中六年級轉讀英文學校澳門培道中學。
葉振棠18歲中學畢業後赴港，本想找寫字樓工作，但因香港不承認其澳門學歷，在澳門印尼華僑朋友介紹下，唯有在尖沙咀酒吧「KK Club」當兼職夜間貝斯手，又在灣仔的酒吧工作。其時正值樂隊熱潮，且崇尚歐西英語流行曲。1970年代中期，葉獲鍾定一邀請與陳潔靈等人組成「新特樂樂隊」（The New Topnotes），任樂隊低音結他手及主音4年，經百代唱片發行過五張英文專輯，並曾兩屆入選由《華僑晚報》與國民漆廠合辦的十大歌星金駱駝獎。及後樂隊熱潮為電影《週末夜狂熱》所帶動的的士高風取代，加上葉振棠不習慣到歐洲演出的生活，決定離隊回港發展，「新特樂」隨之解散。葉接著以主音身份，先於富麗華酒店唱歌，再與前Ming樂隊鼓手鄔馬利和獨立鍵琴手黃正光組成樂隊「馬正棠」，轉唱時興的粵語歌，走通俗路線，可惜發展未如理想，未幾拆夥。同期曾於新加坡發展半年。

### 入行与成名經過
1980年，葉振棠憑著其悲涼滄桑的聲線，獲當時麗的電視音樂總監黎小田起用，灌錄其首兩支電視劇歌曲《浮生六劫》和《戲劇人生》，嶄露頭角。在黎小田促成下，葉振棠與麗的電視簽訂了一份既非歌星亦非藝員的專屬電視劇歌曲演唱合約，指定葉振棠為麗的所製作的原創電視劇演唱多五首主題曲，合共六首主題曲，而這六首主題曲均悉數由黎小田作曲、時任麗的宣傳總監盧國沾填詞，以及菲律賓裔編曲家奧金寶編曲。這六套電視劇兼同名主題曲包括：《浮生六劫》、《大內群英》、《太極張三豐》、《浴血太平山》、《遊俠張三豐》以及《大俠霍元甲》（同名主題曲），此外葉振棠亦有演唱這些電視劇的部分插曲，包括《浮生六劫》插曲《戲劇人生》以及《浴血太平山》插曲《找不著藉口》等，並經百代唱片推出多張個人專輯。由於唱片公司只希望葉集中於幕前歌壇事業，於是葉辭去前後任職2年的富麗華酒店駐場歌手一職。
1982年，葉振棠離開麗的電視，並跟無綫電視簽訂歌星合約，乃因無綫電視宣傳歌曲的綜藝節目較多，如《歡樂今宵》、《勁歌金曲》、《K-100》。

叶振棠轉投無綫電視後經常與該台時任音樂總監顧嘉煇合作，演唱顧氏作曲的劇集歌曲︰《戲班小子》、《難為正邪定分界》（與麥志誠合唱）、《忘尽心中情》、《我願一生孤獨過》、《當我人去後》、《笑傲江湖》（與葉麗儀合唱）等等；當中《忘盡心中情》更成為其首本名曲。
除了劇集歌曲，葉振棠亦嘗試摸索新的路線，專輯《再等待》（1982年）和《這片葉給你》（1983年）皆以非影視曲為點題主打，1983年的《葉振棠情歌篇》更沒有收錄任何影視歌。《笛子姑娘》、《再等待》和《月亮神》曾登上中文歌曲龍虎榜（周）榜首。於1981年推出的《笛子姑娘》由林振強填詞，借一個普通的愛情故事，暗地裡抒發對亡妹林雁妮的思念，編曲突出笛子和結他；分別於1982及1983年推出的《夢之洞》和《月亮神》同由林振強填詞，連同《笛子姑娘》為其悼念亡妹林雁妮的三部曲。其中《月亮神》採用電子編曲，其歌詞富有「電影感」，評論指該曲應受了新世紀音樂創作人喜多郎的薰染。
1982年，葉振棠代表無綫電視赴及日本東京，參加「第十一屆東京音樂節」，以《再等待》為參賽歌曲，最終奪得「亞洲特別大獎」。《再》為鮑比達作曲，鄭國江作詞，一共有兩個版本，風格迥然不同。原版《再等待（一）》滄涼孤清，主音突出，節奏蹣跚而行，呼應歌詞對命途多舛的浩歎。然則比賽時，此等曲風每每吃虧，故此重新編曲，是為《再等待（二）》，以資參賽。二版較一版輕鬆，節奏靈活，尾段更加入葉振棠與和聲以「啦」音哼出旋律。《再等待》的兩個版本，1982年葉振棠的同名專輯均有收錄。
1981年及1984年，葉振棠和葉麗儀合唱抒情曲《願你待我真的好》和《笑傲江湖》，兩曲都曾登上香港電台「中文歌曲龍虎榜」的周冠軍，其後發行過專輯《雙葉・笑傲江湖》。1984年，葉振棠和葉麗儀並獲香港商業電台支持先後在大專會堂及利舞臺戲院舉行《雙葉演唱會》，並由俞琤擔任司儀。
1980年代中期，葉振棠轉投永恆唱片，曾與哈雷樂隊（The Halley Band）合作錄製專輯《全新接觸》，標榜重節奏的電子編曲，反響一般，而且被批評樂隊味道不足。他又把著眼點放在中國大陸市場，頻頻北上登台表演，並於1988年參加中央電視台的春節晚會。
葉振棠在1980年代末因興趣開設了兩間錄音室，幾年間埋首錄音工作，但錄音室最終因經營不善而結業。
1990年代中，葉振棠為亞洲電視（前身即麗的電視）主唱多首劇集歌曲，流傳較廣的有《三國演義》、《勝利雙手創》、《世界由我造》等。

### 近年發展
2010年代，葉振棠加入風行唱片公司，推出多張發燒專輯，如以全新方式演繹和製作的《半世紀的情怀》。
2007至08年，葉振棠兩度於香港文化中心舉辦個人演唱會（《葉振棠殿堂電視金曲35演唱會》及《葉振棠殿堂靚歌再Encore演唱會》），並曾參與《顧嘉煇大師經典演唱會》（2012年）和《顧嘉煇榮休盛典演唱會》（2015年），演繹其名作。
2019年2月15至16日，葉振棠及葉麗儀與香港中樂團合作，於香港文化中心音樂廳舉辦三場《動人心弦 - 葉麗儀·葉振棠香港中樂團情人節音樂會》，是二人繼1984年《雙葉演唱會》後再度合作舉辦演唱會。同年年末，葉振棠原定跟李龍基及陳浩德舉行《三生有幸經典再現演唱會2019》，但先因社會不穩定而延期，後因2019冠狀病毒病疫情而取消。2022年，三人宣布《三生有幸經典演唱會2022》將於7月15日至17日假伊利沙伯體育館舉行。
2023年9月23日，葉振棠連同汪明荃、葉麗儀、陳潔靈、張德蘭、仙杜拉、華娃、雷安娜、羅嘉良、周吉佩、李佳及龍婷，於紅磡香港體育館參演《情牽煇黃經典演唱會》首場演出。翌日，葉振棠因「生蛇」（帶狀疱疹）缺席尾場演出，並由陳潔靈頂上與葉麗儀合唱歌曲《笑傲江湖》。
2024年3月28日，為慶祝80歲生辰，葉振棠推出慈善籌款專輯《葉振棠80》，邀請12名歌手或藝人合作，包括葉麗儀、陳潔靈、譚詠麟、劉德華、米雪、雷有輝、鄧建明、夏韶聲、張衛健、梁小龍、周吉佩及李佳，分別合唱由葉振棠主唱的電視劇歌曲，所得收益將捐予奧比斯。此外，葉振棠亦宣布於同年6月23日假紅磡香港體育館舉行其入行以來首次紅館個唱暨告別演唱會《葉振棠80告別樂壇演唱會》。2024年5月18日，無綫電視為宣傳該演唱會而製作的音樂特輯《葉振棠80話當年》於翡翠台播出，並由歌手糖妹旁白。
2024年6月23日，《葉振棠80告別樂壇演唱會》於紅磡香港體育館舉行，參演嘉賓包括陳潔靈、米雪、雷安娜、劉可、李佳、劉錫賢、袁文傑、鄧建明、張德蘭及夏韶聲。葉麗儀原亦擬出席參演，然臨時因故缺席，原定與葉振棠合唱之歌曲《笑傲江湖》及《誰知我心》改與李佳合唱；《願你待我真的好》則改與雷安娜合唱。演唱會完畢後，葉振棠舉行簡單封咪儀式，象徵從此不再開辦個人演唱會。此後，在結尾安哥（Encore）環節，經周國豐引言，紅館全場觀眾為葉振棠大合唱《忘盡心中情》，以作完滿落幕。
2025年2月24日，葉振棠與方伊琪合作，於香港文化中心音樂廳舉行《電視經典金曲情演唱會2025》，是為葉振棠宣布封咪後首次舉辦的公開演唱會，並為慈善性質。
2025年4月9日，葉振棠與莫鎮賢合作，假元朗劇院舉行《超級男聲演唱會》，並邀得湯寶如擔任嘉賓。3月5日，葉振棠於演唱會記者招待會上透露，去年其實是以「封咪」為由，方獲批檔期舉辦紅館個唱。

## 獎項榮譽
葉振棠於1980年獲得由《華僑晚報》與國民漆廠合頒的十大歌星金駱駝獎，並憑《戲劇人生》得到十大中文金曲，1981年盧國沾填詞的《找不著藉口》獲最佳中文(流行)歌詞獎。1982年再以《忘盡心中情》於第五屆十大中文金曲獲獎，此曲亦令顧嘉煇拿下最佳中文(流行)歌曲獎。1984年，與葉麗儀合唱的《笑傲江湖》入選十大勁歌金曲第二季季選。
葉振棠的專輯亦四度入選商業電台的中文歌曲擂台獎，分別為80年的《浮生六劫》、81年的《浴血太平山》、82年的《再等待》以及《忘盡心中情》。獲香港IFPI認證的白金唱片有《浮生六劫》和《葉振棠精選》，金唱片有《大內群英》，2014年發行的《笑傲江湖》則入選十大銷量廣東唱片。

## 感情生活
葉振棠於1990年代與前邵氏女星于楓成為工作上拍檔，二人進而成為伴侶。二人曾同居逾二十年，但並未結婚。于楓既一直照顧患有眼疾的葉振棠的起居飲食，亦曾在事業上為葉處理演出工作的安排。2015年5月27日，于楓因胃癌於瑪麗醫院病逝，享年63歲；葉振棠此前亦一直有在醫院守候相伴直至女友離世。

## 個人專輯
| 年份 | 大碟名稱                      | 唱片公司 | 編號      |
| ---- | ----------------------------- | -------- | --------- |
| 1979 | 馬正棠 (合輯)                 | 百代     | EMGS 6053 |
| 1980 | 浮生六劫                      | 百代     | EMGS-6060 |
| 1980 | 大內群英                      | 百代     | EMGS-6065 |
| 1980 | 太極張三豐                    | 百代     | EMGS-6071 |
| 1981 | 葉振棠精選 (新曲+精選)        | 百代     | EMGS-6076 |
| 1981 | 葉振棠(大俠霍元甲)            | 百代     | EMGS-6082 |
| 1982 | 再等待                        | 百代     | EMGS-6092 |
| 1982 | 忘盡心中情                    | 百代     | EMGS-6101 |
| 1983 | 葉振棠情歌篇                  | 百代     | EMGS-6109 |
| 1983 | 這片葉給你                    | 百代     | EMGS 6115 |
| 1984 | 雙葉・笑傲江湖 (合輯)         | 百代     | EMGS-6122 |
| 1984 | 雙葉演唱會特輯 (合輯)         | 百代     | EMGS-6124 |
| 1984 | 生命之謎                      | 百代     | EMGS-6128 |
| 1985 | 葉振棠精選(第二輯)            | 百代     | EMGS 6130 |
| 1985 | 葉振棠・精選全集              | 百代     | EMGS-6140 |
| 1985 | 愛是無奈                      | 永恆     | WLLP 2941 |
| 1986 | 全新接觸                      | 永恆     | WLLP 2951 |
| 1986 | 心中的血精選                  | 永恆     | WLLP 8684 |
| 1988 | 有誰對我更好                  | 藝視     | SRLP 8801 |
| 1990 | 北京亞運頌                    | WINKS    | W-0188    |
| 1997 | 三國演義主題曲+經典金曲       | 環星     | WMCD 2225 |
| 1997 | 百份百經典電視劇集金曲精選    | 環星     | WMCD 2227 |
| 1999 | 我來自廣州+百份百經典金曲     | 環星     | WMCD 2236 |
| 2011 | My Way                        | 風行     | AM6009AQ  |
| 2013 | 這首歌                        | 風行     | AM6023AQ  |
| 2014 | 笑傲江湖                      | 風行     | AM6028AQ  |
| 2014 | Singing Your Favourite Vol. 1 | 風行     | AM6029AQ  |
| 2015 | 笑傲人生                      | 風行     | AM6030AQ  |
| 2016 | 臨江仙                        | 風行     | AM6045AQ  |
| 2017 | 你是我的眼                    | 風行     | AM6051HQ  |
| 2018 | 半世紀的情懷                  | 風行     | AM6055    |
| 2019 | 笛子情                        | 風行     | AM6057HQ  |
| 2020 | 葉振棠五十週年                | 百代     | 0729117   |
| 2024 | 葉振棠80                      | 環星     | WMCD-2748 |

### 電視劇歌曲
| 年份   | 歌曲名稱       | 電視劇         | 性質         | 備註                 | 作曲/編曲              | 填詞                          | 首次收錄專輯                           |
| 1980年 | 浮生六劫       | 浮生六劫       | 主題曲       | RTV                  | 黎小田作曲、奧金寶編曲 | 盧國沾                        | 《浮生六劫》                           |
| 1980年 | 戲劇人生       | 浮生六劫       | 插曲         | RTV                  | 黎小田作曲、奧金寶編曲 | 盧國沾                        | 《浮生六劫》                           |
| 1980年 | 大內群英       | 大內群英       | 主題曲       | RTV                  | 黎小田作曲、奧金寶編曲 | 盧國沾                        | 《大內群英》                           |
| 1980年 | 太極張三豐     | 太極張三豐     | 主題曲       | RTV                  | 黎小田作曲、奧金寶編曲 | 盧國沾                        | 《太極張三豐》                         |
| 1981年 | 浴血太平山     | 浴血太平山     | 主題曲       | RTV                  | 黎小田作曲、奧金寶編曲 | 盧國沾                        | 《浴血太平山》                         |
| 1981年 | 找不著藉口     | 浴血太平山     | 插曲         | RTV                  | 黎小田作曲、奧金寶編曲 | 盧國沾                        | 《浴血太平山》                         |
| 1981年 | 遊俠張三豐     | 遊俠張三豐     | 主題曲       | RTV                  | 黎小田作曲、奧金寶編曲 | 盧國沾                        | 《浴血太平山》                         |
| 1981年 | 相愛復何求     | 甜甜廿四味     | 插曲         | RTV                  | 黎小田作曲、奧金寶編曲 | 詹惠風                        | 《大俠霍元甲》                         |
| 1981年 | 大俠霍元甲     | 大俠霍元甲     | 主題曲       | RTV                  | 黎小田作曲、奧金寶編曲 | 盧國沾                        | 《大俠霍元甲》                         |
| 1981年 | 誰知我心       | 大俠霍元甲     | 插曲         | RTV （與鄔馬利合唱） | 黎小田作曲、奧金寶編曲 | 盧國沾                        | 《大俠霍元甲》                         |
| 1982年 | 戲班小子       | 戲班小子       | 主題曲       | TVB                  | 顧嘉煇作曲、編曲       | 鄭國江                        | 《再等待》                             |
| 1982年 | 我願一生孤獨過 | 戲班小子       | 插曲         | TVB                  | 顧嘉煇作曲、編曲       | 鄭國江                        | 《再等待》                             |
| 1982年 | 難為正邪定分界 | 飛越十八層     | 主題曲       | TVB （與麥志誠合唱） | 顧嘉煇作曲、編曲       | 鄭國江                        | 《再等待》                             |
| 1982年 | 當我人去後     | 飛越十八層     | 插曲         | TVB                  | 顧嘉煇作曲、編曲       | 黃霑                          | 《再等待》                             |
| 1982年 | 忘盡心中情     | 蘇乞兒         | 主題曲       | TVB                  | 顧嘉煇作曲、編曲       | 黃霑                          | 《忘盡心中情》                         |
| 1983年 | 神探霹靂       | 神探霹靂       | 主題曲       | TVB                  | 顧嘉煇作曲、編曲       | 鄭國江                        | 《這片葉給你》                         |
| 1984年 | 笑傲江湖       | 笑傲江湖       | 主題曲       | TVB （與葉麗儀合唱） | 顧嘉煇作曲、編曲       | 鄧偉雄                        | 《雙葉笑傲江湖》                       |
| 1984年 | 江湖行         | 笑傲江湖       | 插曲         | TVB                  | 顧嘉煇作曲、編曲       | 鄧偉雄                        | 《雙葉笑傲江湖》                       |
| 1985年 | 愛是無奈       | 後生可畏       | 主題曲       | TVB                  | 黎小田作曲、編曲       | 鄭國江                        | 《愛是無奈》                           |
| 1985年 | 龍的心         | 皇上保重       | 主題曲       | TVB                  | 黎小田作曲、編曲       | 鄧偉雄                        | 《影視金曲大巡禮》                     |
| 1985年 | 情在風中       | 皇上保重       | 插曲         | TVB （與莫艷儀合唱） | 黎小田作曲、編曲       | 鄧偉雄                        | 《影視金曲大巡禮》                     |
| 1986年 | 心中的血       | 英雄故事       | 主題曲       | TVB                  | 顧嘉煇作曲、杜自持編曲 | 鄧偉雄                        | 《心中的血精選》                       |
| 1987年 | 成吉思汗       | 成吉思汗       | 主題曲       | ATV                  | 關聖佑                 | 鍾繼昌                        | 未曾收錄於任何專輯                     |
| 1988年 | 嘻嘻哈哈       | 嘻嘻哈哈       | 主題曲       | ATV                  | 甘仕良                 | 黎彼得                        | 未曾收錄於任何專輯                     |
| 1994年 | 吼天喝月       | 碧血青天楊家將 | 主題曲       | ATV （與葉麗儀合唱） | 林慕德作曲、編曲       | 向雪懷                        | 未曾收錄於任何專輯                     |
| 1994年 | 碧血丹心       | 碧血青天珍珠旗 | 主題曲       | ATV （與葉麗儀合唱） | 陳光榮                 | 鄭國江                        | 《碧血青天珍珠旗》                     |
| 1995年 | 三國演義       | 三國演義       | 主題曲       | ATV （外購劇）       | 陳光榮                 | 楊慎《臨江仙·滾滾長江東逝水》 | 《三國演義主題曲+經典金曲》            |
| 1997年 | 勝利雙手創     | 我來自潮州     | 主題曲       | ATV                  | 陳百潭                 | 梁立人                        | 《百份百經典電視劇集金曲精選》         |
| 1997年 | 緣份是天意     | 我來自潮州     | 插曲         | ATV （與田蕊妮合唱） | 葉振棠                 | 楊紹鴻                        | 《百份百經典電視劇集金曲精選》         |
| 1998年 | 情緣萬世長     | 穆桂英         | 插曲         | ATV （與陳秀雯合唱） | 陳秀雯                 | 鄭國江                        | 《穆桂英》                             |
| 1998年 | 世界由我造     | 我來自廣州     | 主題曲       | ATV                  | 陳宏                   | 怡清                          | 《我來自廣州+百份百經典金曲》          |
| 1999年 | 醉凡塵         | 少年英雄方世玉 | 主題曲       | ATV                  | 張兆鴻作曲、編曲       | 楊紹鴻                        | 《少年英雄方世玉電視連續劇原聲大碟》   |
| 1999年 | 一個信念       | 南海十三郎     | 主題曲       | ATV                  | 張兆鴻作曲、編曲       | 潘源良                        | 《殿堂經典葉振棠最愛電視劇主題曲巡禮》 |
| 2000年 | 半生風雲       | 電視風雲       | 主題曲       | ATV （與李國祥合唱） | 李紫昕作曲、編曲       | 李紫昕                        | 《電視風雲原聲大碟》                   |
| 2000年 | 英雄           | 醉拳蘇乞兒     | 主題曲（粵） | ATV （外購劇）       | 張兆鴻作曲、編曲       | 楊紹鴻                        | 《殿堂經典葉振棠最愛電視劇主題曲巡禮》 |
| 2000年 | 希望           | 醉拳蘇乞兒     | 主題曲（國） | ATV （外購劇）       | 張兆鴻作曲、編曲       | 楊紹鴻                        | 未曾收錄於任何專輯                     |
| 2003年 | 創世風雲       | 創世風雲       | 主題曲       |                      | 楊梓樂作曲、梁偉堅編曲 | 蔡詠詩                        | 《殿堂經典葉振棠最愛電視劇主題曲巡禮》 |
| 2003年 | 天地動容       | 創世風雲       | 插曲         |                      |                        |                               | 《殿堂經典葉振棠最愛電視劇主題曲巡禮》 |
| 2004年 | 天地英雄       | 陳真           | 主題曲       |                      |                        |                               | 《殿堂經典葉振棠最愛電視劇主題曲巡禮》 |
| 2005年 | 信心           | 楚漢風流       | 主題曲       | ATV （外購劇）       | 麥皓輪作曲、編曲       | 鄭國江                        | 《葉振棠樂壇光輝金曲全集》             |
| 2021年 | 英雄出少年     | 英雄出少年     | 主題曲       | TVB                  | 顧嘉煇                 | 鄧偉雄                        | 音樂永續                               |
| 2022年 | 忘盡心中情     | 蘇乞兒         | 主題曲       | TVB （與冼靖峰合唱） | 顧嘉煇                 | 黃霑                          | 《「經典‧傳承」無綫電視55周年大碟》    |

### 派台歌曲成績
| 派台歌曲成績（四台）         | 派台歌曲成績（四台）                         | 派台歌曲成績（四台） | 派台歌曲成績（四台） | 派台歌曲成績（四台） | 派台歌曲成績（四台） | 派台歌曲成績（四台） | 派台歌曲成績（四台）                                    |      |
| ---------------------------- | -------------------------------------------- | -------------------- | -------------------- | -------------------- | -------------------- | -------------------- | ------------------------------------------------------- | ---- |
| 唱片                         | 歌曲                                         | 903                  | RTHK                 | 997                  | TVB                  | 備註                 | 備註                                                    |      |
| 1980年                       |                                              |                      |                      |                      |                      |                      |                                                         |      |
| 浮生六劫                     | 戲劇人生                                     |                      | 1                    |                      |                      | 首支冠軍歌           | 首支冠軍歌                                              |      |
| 浮生六劫                     | 人生長跑                                     |                      | (1)                  |                      |                      |                      |                                                         |      |
| 大內群英                     | 大內群英                                     |                      | 1                    |                      |                      |                      |                                                         |      |
| 1981年                       |                                              |                      |                      |                      |                      |                      |                                                         |      |
| 浴血太平山                   | 找不著藉口                                   |                      | 1                    |                      |                      |                      |                                                         |      |
| 葉麗儀                       | 願你待我真的好                               |                      | 1                    |                      |                      | 與葉麗儀合唱         | 與葉麗儀合唱                                            |      |
| 大俠霍元甲                   | 大俠霍元甲                                   |                      | 1                    |                      |                      |                      |                                                         |      |
| 大俠霍元甲                   | 笛子姑娘                                     |                      | 1                    |                      |                      |                      |                                                         |      |
| 1982年                       |                                              |                      |                      |                      |                      |                      |                                                         |      |
| 再等待                       | 再等待                                       |                      | (1)                  |                      |                      |                      |                                                         |      |
| 再等待                       | 夢之洞                                       |                      | /                    |                      |                      |                      |                                                         |      |
| 忘盡心中情                   | 忘盡心中情                                   |                      | (1)                  |                      |                      |                      |                                                         |      |
| 1983年                       |                                              |                      |                      |                      |                      |                      |                                                         |      |
| 葉振棠情歌篇                 | 月亮神                                       |                      | 1                    |                      |                      |                      |                                                         |      |
| 葉振棠情歌篇                 | 向前行                                       |                      | /                    |                      |                      |                      |                                                         |      |
| 這片葉給你                   | 這片葉給你                                   |                      | 2                    |                      |                      |                      |                                                         |      |
| 1984年                       |                                              |                      |                      |                      |                      |                      |                                                         |      |
| 笑傲江湖                     | 笑傲江湖                                     |                      | 1                    |                      | -                    | 與葉麗儀合唱         | 與葉麗儀合唱                                            |      |
| 笑傲江湖                     | 劍光繚亂                                     |                      | 4                    |                      | -                    | 與葉麗儀合唱         | 與葉麗儀合唱                                            |      |
| 生命之謎                     | 雨夜香檳                                     |                      | 3                    |                      | -                    | 跨年上榜             | 跨年上榜                                                |      |
| 1986年                       |                                              |                      |                      |                      |                      |                      |                                                         |      |
| 全新接觸                     | 寂寞漢子                                     |                      | /                    |                      | -                    |                      |                                                         |      |
| 心中的血精選                 | 心中的血                                     |                      | /                    |                      | 8                    |                      |                                                         |      |
|                              | 明天開始                                     |                      | /                    |                      | /                    |                      |                                                         |      |
| 1988年                       |                                              |                      |                      |                      |                      |                      |                                                         |      |
| 有誰對我更好                 | 有誰對我更好                                 | 4                    | 3                    |                      | 5                    |                      |                                                         |      |
| 派台歌曲成績（五台）         |                                              |                      |                      |                      |                      |                      |                                                         |      |
| 唱片                         | 歌曲                                         | 903                  | RTHK                 | 997                  | TVB                  | ViuTV                | 備註                                                    | 備註 |
| 2021年                       |                                              |                      |                      |                      |                      |                      |                                                         |      |
|                              | 風行五星賀新年（歡樂年年／迎春花／大家恭喜） | -                    | -                    | 11                   | -                    | ×                    | 「音樂永續」作品 連同露雲娜、李龍基、方伊琪和歐信希合唱 |      |
| 2022年                       |                                              |                      |                      |                      |                      |                      |                                                         |      |
|                              | 三生有幸一起創                               | ×                    | ×                    | ×                    | -                    | ×                    | 連同李龍基和陳浩德合唱                                  |      |
| 經典·傳承 無綫電視55周年大碟 | 忘盡心中情                                   | -                    | -                    | -                    | -                    | ×                    | 與冼靖峰合唱 舊曲重唱                                   |      |
| 2024年                       |                                              |                      |                      |                      |                      |                      |                                                         |      |
| 葉振棠80                     | 大內群英                                     | -                    | -                    | -                    | -                    | ×                    | 與譚詠麟合唱 舊曲重唱                                   |      |
| 葉振棠80                     | 醉凡塵                                       | -                    | -                    | -                    | -                    | ×                    | 與張衛健合唱 舊曲重唱                                   |      |
| 葉振棠80                     | 戲劇人生                                     | -                    | 9                    | -                    | -                    | ×                    | 與夏韶聲合唱 舊曲重唱                                   |      |

| 各台冠軍歌總數 | 各台冠軍歌總數 | 各台冠軍歌總數 | 各台冠軍歌總數 | 各台冠軍歌總數 | 各台冠軍歌總數     | 各台冠軍歌總數     | 各台冠軍歌總數 |
| -------------- | -------------- | -------------- | -------------- | -------------- | ------------------ | ------------------ | -------------- |
| 四台a          | 903            | RTHK           | 997            | TVB            | 備註               | 備註               | 備註           |
| 四台a          | 0              | 11             | 0              | 0              | 四台冠軍歌總數：11 | 四台冠軍歌總數：11 |                |
| 四台a          | 0              | 14             | 0              | 0              | 冠軍週數           | 冠軍週數           |                |
| 五台b          | 903            | RTHK           | 997            | TVB            | ViuTV              | 備註               |                |
| 五台b          | 0              | 0              | 0              | 0              | 0                  | 五台冠軍歌總數：0  |                |

- （*）仍在榜上
- （-）未能上榜
- （×）沒有派往該台
- （(1)）兩週冠軍
- ^  注解a：包括2021年後的冠軍歌曲
- ^  注解b：2021年起

## 演出作品

### 電視劇（麗的電視）
- 1981年：青春三重奏

### 電視劇（無綫電視）
- 1982年：神女有心
- 1984年：扭計雙星 飾 劉華東
- 1985年：後生可畏 飾 趙漢忠
- 1989年：天涯歌女 飾 黎子暉
- 1991年：月兒彎彎照九州 飾 章維廉

### 電視劇（亞洲電視）
- 1996年：我和春天有個約會 飾 O Campel（角色名字影射菲律賓裔香港編曲家奧金寶（Eugenio "Nonoy" Ocampo）；角色本身則與葉振棠本人一樣有著視力問題，後來更全盲。）

### 電影
- 1991年：子彈出租
- 1994年：正乞兒!
- 2012年：起勢搖滾

## 註腳
1. ↑  1980年麗的電視劇集《浮生六劫》插曲；黎小田作曲、盧國沾填詞
2. ↑  1980年麗的電視劇集《大內群英》主題曲；黎小田作曲、盧國沾填詞
3. ↑  1980年麗的電視劇集《太極張三豐》主題曲；黎小田作曲、盧國沾填詞
4. ↑  1981年麗的電視劇集《浴血太平山》插曲；黎小田作曲、盧國沾填詞
5. ↑  1981年歌曲，原曲為杉田二郎（日语：杉田二郎）《八ヶ岳》；杉田二郎（日语：杉田二郎）及高石友也（日语：高石友也）作曲、林振強作詞
6. ↑  1981年麗的電視劇集《大俠霍元甲》主題曲；黎小田作曲、盧國沾填詞
7. ↑  1982年無綫電視劇集《戲班小子》主題曲；顾嘉煇作曲、郑国江填詞
8. ↑  與麦志誠合唱；1982年無綫電視劇集《飛越十八層》主題曲；顾嘉煇作曲、郑国江填詞
9. ↑  1982年無綫電視劇集《蘇乞兒》主題曲；顾嘉煇作曲、黃霑填詞
10. ↑  與叶丽仪合唱；1984年無綫電視劇集《笑傲江湖》主題曲；顾嘉煇作曲、邓伟雄填詞
11. ↑  1995年亞洲電視外購劇集《三國演義》主題曲；楊慎詞、陳光榮譜曲
12. ↑  1997年亞洲電視劇集《我來自潮州》主題曲；陳百潭作曲、梁立人填詞
13. ↑  1998年亞洲電視劇集《我來自廣州》主題曲；陳宏作曲、怡清填詞
14. 1 2 3 4 5 6 7 8 9 10  關於葉振棠出生與成長地、赴港歲數、母校、赴港發展原因與經過以及於新加坡發展半年的資料出自香港電台第二台廣播節目《守下留情》於2018年8月13日播出的訪問。
15. 1 2 3 4 5 6 7 8 9  關於葉振棠組成新特樂樂隊、離開新特樂樂隊、於富麗華酒店唱歌演出、組成樂隊「馬正棠」、演唱《浮生六劫》及《戲劇人生》資料出自香港電台第二台廣播節目《守下留情》於2018年8月14日播出的訪問。
16. 1 2 3 4  關於葉振棠獲電視台起用演唱劇集歌曲原因、辭去富麗華酒店工作以及轉投無綫電視原因的資料出自香港電台第二台廣播節目《守下留情》於2018年8月15日播出的訪問。
17. ↑  關於葉振棠開設錄音室的資料出自香港電台第二台廣播節目《守下留情》於2018年8月17日播出的訪問。
18. ↑  原唱者為關正傑。
19. ↑  包括只有RTHK設榜時期的一台冠軍歌。

## 外部連結
- 葉振棠在互联网电影资料库（IMDb）上的資料（英文）
- 葉振棠在香港影庫上的簡介
- 葉振棠在豆瓣上的资料（简体中文）
- 葉振棠 （页面存档备份，存于）—環星唱片公司的歌手網頁